# Albrecht II Bawarski
Albrecht II Bawarski, także Albert II Bawarski (ur. 1368/9; zm. 21 stycznia 1397 w Kelheim) – książę Bawarii-Straubing oraz hrabia Holandii, Hainaut i Zelandii od 1389 do 1397 jako koregent swego ojca Albrechta (Alberta) I.

## Życiorys
Piąte dziecko i drugi w kolejności syn Alberta I, księcia Bawarii-Straubing, hrabiego Holandii, Hainaut i Zelandii, oraz Małgorzaty brzeskiej, córki Ludwika I brzeskiego i Agnieszki żagańskiej. Jego rodzeństwem byli: Katarzyna, Joanna, Małgorzata, Wilhelm, Jan i Joanna Zofia. W 1385 uczestniczył w podwójnym wesele w Cambrai. Jego ojciec we wszystkich tych posiadłościach formalnie panował z chorym psychicznie bratem Wilhelmem, który zmarł w 1388. Tym samym wszyscy synowie Albrechta I formalnie stali się współwładcami jego posiadłości, bowiem Wilhelm nie miał dzieci z prawego łoża.
W 1389 Albrecht I od śmierci brata rezydujący głównie w Hadze podzielił władzę między swych synów. Wilhelm II miał być koregentem ojca we wszystkich niderlandzkich hrabstwach, Albrechtowi pozostawiono właściwie samodzielny zarząd nad Bawarią-Straubing, a najmłodszy Jan został przeznaczony do kariery duchownej i wkrótce obrany biskupem Liège. Podczas swego panowania Albrecht II starał się wspierać Kościół i budowę nowych dróg na swym terenie, co ułatwiały korzystne warunki ekonomiczne. Za jego rządów rozpoczęto także istniejących do dziś miejskiej wieży i bazyliki św. Jakuba. Jako urodzony wojownik Albrecht II chętnie walczył. Nie uczestniczył jednak w konfliktach swych kuzynów, trzech synów Stefana II (Stefana III, Fryderyka, Jana II), którzy władali odpowiednio Ingolstadt, Landhut i Monachium. Jedyny raz wspomógł w 1388/9 ich wspólną wyprawę przeciw miastom szwabskim i arcybiskupowi Salzburga. Książę co jakiś czas odwiedzał Niderlandy. W 1396 wyruszył wspomagać brata i ojca w wojnie z Fryzyjczykami. Zmarł wkrótce po powrocie do Bawarii w Kelheim. Pochowano go w kościele karmelitów w Straubing.
Albrecht II nie ożenił się i nie pozostawił potomstwa. W 1370 roku został zaręczony z Anną czeską (1366–1394), jednak ta ostatecznie w 1382 wyszła za Ryszarda II. Tereny Albrechta po śmierci objęli wspólnie żyjący jeszcze ojciec i brat Wilhelm II.